# Кіпр на літніх Олімпійських іграх 2016
Кіпр на літніх Олімпійських іграх 2016 представляли 16 спортсменів у 7 видах спорту. Жодної медалі олімпійці Кіпру не завоювали.

## Легка атлетика
Легенда
- Note – для трекових дисциплін місце вказане лише для забігу, в якому взяв участь спортсмен
- Q = пройшов у наступне коло напряму
- q = пройшов у наступне коло за добором (для трекових дисциплін - найшвидші часи серед тих, хто не пройшов напряму; для технічних дисциплін - увійшов до визначеної кількості фіналістів за місцем якщо напряму пройшло менше спортсменів, ніж визначена кількість)
- NR = Національний рекорд
- N/A = Коло відсутнє у цій дисципліні
- Bye = спортсменові не потрібно змагатися у цьому колі
- NM = жодної успішної спроби

Трекові і шосейні дисципліни
| Спортсмен         | Дисципліна                               | Попередній забіг | Попередній забіг | Чвертьфінал | Чвертьфінал | Півфінал         | Півфінал         | Фінал            | Фінал            |
| Спортсмен         | Дисципліна                               | Результат        | Місце            | Результат   | Місце       | Результат        | Місце            | Результат        | Місце            |
| ----------------- | ---------------------------------------- | ---------------- | ---------------- | ----------- | ----------- | ---------------- | ---------------- | ---------------- | ---------------- |
| Мілан Трайкович   | біг на 110 метрів з бар'єрами (чоловіки) | 13.59            | 3 Q              | Н/Д         | Н/Д         | 13.31            | 2 Q              | 13.41            | 7                |
| Елені Артімата    | біг на 200 метрів (жінки)                | 23.27            | 5                | Н/Д         | Н/Д         | Завершила виступ | Завершила виступ | Завершила виступ | Завершила виступ |
| Рамона Папаіоанну | біг на 100 метрів (жінки)                | Bye              | Bye              | 11.61       | 6           | Завершила виступ | Завершила виступ | Завершила виступ | Завершила виступ |
| Рамона Папаіоанну | біг на 200 метрів (жінки)                | 23.10 PB         | 4                | Н/Д         | Н/Д         | Завершила виступ | Завершила виступ | Завершила виступ | Завершила виступ |

Технічні дисципліни
| Спортсмен             | Дисципліна                  | Кваліфікація       | Кваліфікація | Фінал              | Фінал            |
| Спортсмен             | Дисципліна                  | Результат у метрах | Місце        | Результат у метрах | Місце            |
| --------------------- | --------------------------- | ------------------ | ------------ | ------------------ | ---------------- |
| Дімітріос Хондрокукіс | стрибки у висоту (чоловіки) | 2.26               | =12 q        | 2.25               | 12               |
| Кіріакос Йоанну       | стрибки у висоту (чоловіки) | 2.26               | =12 q        | 2.29               | =7               |
| Апостолос Парелліс    | метання диска (чоловіки)    | 63.35              | 8 q          | 63.72              | 8                |
| Леонтія Каллену       | стрибки у висоту (жінки)    | 1.80 SB            | =32          | Завершила виступ   | Завершила виступ |

## Велоспорт

### Шосе
| Спортсмен        | Дисципліна                    | Час | Місце |
| ---------------- | ----------------------------- | --- | ----- |
| Антрі Хрістофору | групова шосейна гонка (жінки) | OTL | OTL   |

## Гімнастика

### Спортивна гімнастика
Чоловіки
| Спортсмен | Дисципліна | Кваліфікація   | Кваліфікація       | Кваліфікація | Кваліфікація | Кваліфікація | Кваліфікація | Кваліфікація | Кваліфікація | Фінал  | Фінал  | Фінал  | Фінал  | Фінал  | Фінал  | Фінал   | Фінал |       |        |        |       |        |    |
| Спортсмен | Дисципліна | Вправа         | Вправа             | Вправа       | Вправа       | Вправа       | Вправа       | Загалом      | Місце        | Вправа | Вправа | Вправа | Вправа | Вправа | Вправа | Загалом | Місце |       |        |        |       |        |    |
| --------- | ---------- | -------------- | ------------------ | ------------ | ------------ | ------------ | ------------ | ------------ | ------------ | ------ | ------ | ------ | ------ | ------ | ------ | ------- | ----- | ----- | ------ | ------ | ----- | ------ | -- |
| Спортсмен | Дисципліна | Маріос Георгіу | Абсолютна першість | 13.566       | 14.066       | 13.366       | 14.733       | Загалом      | Місце        | 14.858 | 14.700 | 85.289 | 26 Q   | 0.000  | 0.000  | Загалом | Місце | 0.000 | 12.833 | 12.466 | 9.433 | 34.732 | 23 |

## Вітрильний спорт
| Спортсмен       | Дисципліна      | Заплив | Заплив | Заплив | Заплив | Заплив | Заплив | Заплив | Заплив | Заплив | Заплив | Заплив | Заплив | Заплив | Очки | Підсумкове місце |
| Спортсмен       | Дисципліна      | 1      | 2      | 3      | 4      | 5      | 6      | 7      | 8      | 9      | 10     | 11     | 12     | M*     | Очки | Підсумкове місце |
| --------------- | --------------- | ------ | ------ | ------ | ------ | ------ | ------ | ------ | ------ | ------ | ------ | ------ | ------ | ------ | ---- | ---------------- |
| Андреас Каріолу | RS:X (чоловіки) | 12     | 12     | 16     | 23     | 10     | 6      | 18     | 27     | 23     | 22     | 19     | 20     | EL     | 181  | 19               |
| Павлос Контідес | Лазер           | 7      | 31     | 1      | 14     | 25     | 6      | 8      | 14     | 9      | 8      | Н/Д    | Н/Д    | 12     | 104  | 7                |

M = Медальний заплив; EL = Вибув – не потрапив до медального запливу

## Стрільба
| Спортсмен       | Дисципліна      | Кваліфікація | Кваліфікація | Півфінал         | Півфінал         | Фінал            | Фінал            |
| Спортсмен       | Дисципліна      | Очки         | Місце        | Очки             | Місце            | Очки             | Місце            |
| --------------- | --------------- | ------------ | ------------ | ---------------- | ---------------- | ---------------- | ---------------- |
| Андреас Часікос | скит (чоловіки) | 118          | 16           | Завершив виступ  | Завершив виступ  | Завершив виступ  | Завершив виступ  |
| Андрі Елефтеріу | скит (жінки)    | 64           | 15           | Завершила виступ | Завершила виступ | Завершила виступ | Завершила виступ |

Пояснення до кваліфікації: Q = Пройшов у наступне коло; q = Кваліфікувався щоб змагатись у поєдинку за бронзову медаль

## Плавання
| Спортсмен               | Дисципліна                           | Попередній заплив | Попередній заплив | Півфінал         | Півфінал         | Фінал            | Фінал            |
| Спортсмен               | Дисципліна                           | Час               | Місце             | Час              | Місце            | Час              | Місце            |
| ----------------------- | ------------------------------------ | ----------------- | ----------------- | ---------------- | ---------------- | ---------------- | ---------------- |
| Яковос Хаджиконстантіну | 400 метрів вільним стилем (чоловіки) | 4:03.53           | 47                | Н/Д              | Н/Д              | Завершив виступ  | Завершив виступ  |
| Сотірія Неофіту         | 100 метрів батерфляєм (жінки)        | 1:02.91           | 37                | Завершила виступ | Завершила виступ | Завершила виступ | Завершила виступ |

## Важка атлетика
| Спортсмен          | Категорія           | Ривок                      | Ривок                      | Поштовх                    | Поштовх                    | Загалом                    | Місце                      |
| Спортсмен          | Категорія           | Результат                  | Місце                      | Результат                  | Місце                      | Загалом                    | Місце                      |
| ------------------ | ------------------- | -------------------------- | -------------------------- | -------------------------- | -------------------------- | -------------------------- | -------------------------- |
| Антоніс Мартасідіс | до 85 кг (чоловіки) | Disqualified due to doping | Disqualified due to doping | Disqualified due to doping | Disqualified due to doping | Disqualified due to doping | Disqualified due to doping |